# Gino Pieri
Gino Pieri (Anagni, 17 novembre 1881 – Roma, 21 giugno 1952) è stato un medico, partigiano e politico italiano, deputato socialista dell'Assemblea Costituente.

## Biografia
Di famiglia di origine marchigiana, Gino Pieri durante il regime fascista fu perseguitato dall'OVRA per le sue idee socialiste. Ciò non impedì tuttavia ai fascisti di servirsi di lui, quando Benito Mussolini ebbe bisogno di essere curato. Sulla malattia del "duce" e sull'intervento del luminare marchigiano, le autorità del regime imposero però il silenzio più assoluto.
Quando giunse l'8 settembre 1943, Gino Pieri si trovava ad Udine, come primario di quell'Ospedale Civile; entrò subito nella Resistenza friulana assistendo e curando i partigiani feriti e gli ex prigionieri alleati. Pieri, infatti, la sera, terminate le sue funzioni presso l'ospedale di Udine, si recava nelle zone partigiane per effettuare interventi chirurgici d'urgenza, spesso in fienili e capanne, in condizioni sanitarie rischiosissime. Il 27 marzo del '45, quando già si profilava la sconfitta dei nazifascisti, il medico fu arrestato dalla Gestapo. Rinchiuso nel carcere di Udine, Gino Pieri fu liberato il 28 aprile. Il colonnello delle SS von Hallensleben lo scelse, infatti, come intermediario presso il CLN provinciale, per le trattative di resa dei tedeschi.
Nel 1946 il chirurgo, deputato per i socialisti alla Assemblea Costituente, lasciò dopo quarant'anni il Nord, dove si era affermato professionalmente, e si trasferì a Roma. Accanto all'impegno politico (era membro del C.C. del PSI), continuò la sua attività di medico presso la Clinica Bastianelli e divenne presidente della Società di Chirurgia. Appassionato di arte e di storia, Pieri, oltre ai trattati scientifici, ha scritto volumi su Girolamo Segato (scienziato ed esploratore bellunese), sul governo di Napoleone nel Friuli e un partecipe libro, Storie di partigiani, pubblicato nel 1946 a Udine. Nella città friulana a Gino Pieri hanno intitolato una via, che ha come origine proprio l'Ospedale di cui era primario. A Porto San Giorgio, gli hanno dedicato la Biblioteca Civica.

## Opere
- Girolamo Segato: (1792-1836), 1936
- Napoleone e il dominio napoleonico in Friuli, 1941
- Storie di partigiani, 1945